# سد ماراتنیگه
سد ماراتنیگه (به لاتین: Mratinje Dam) یک سد در مونته‌نگرو است.